# Cleptornis
Cleptornis is een monotypisch geslacht van zangvogels uit de familie Zosteropidae (brilvogels). 

## Soorten
De enige soort is:
- Cleptornis marchei  – Gouden brilvogel